# 白瀧あゆみ杯争奪戦

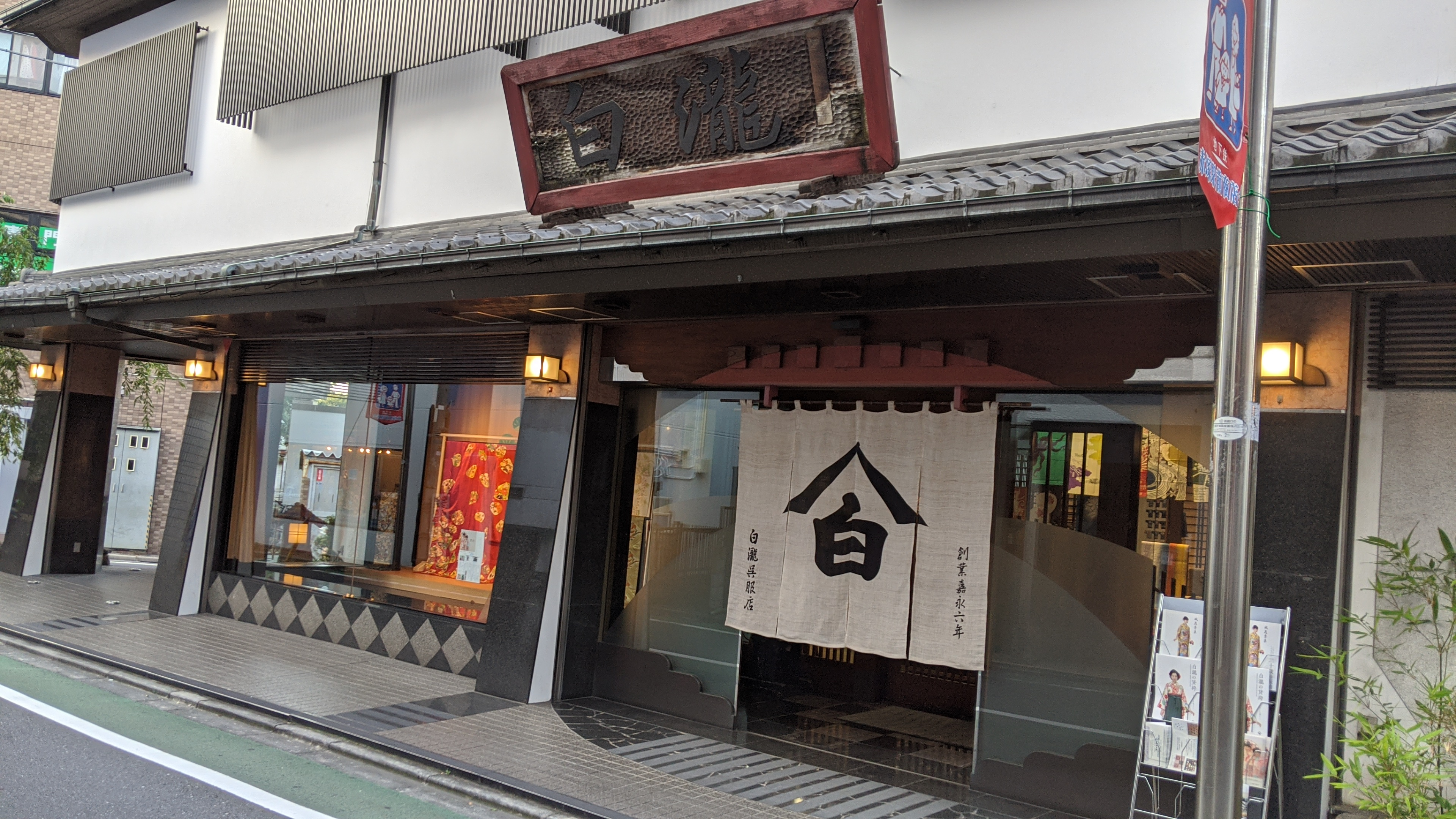
決勝戦が行われる白瀧呉服店の店頭

白瀧あゆみ杯争奪戦（しらたきあゆみはいそうだつせん）は、日本将棋連盟が主催し、白瀧呉服店が後援する将棋の女流棋戦。2006年度創設の非公式戦で、決勝は白瀧呉服店店内で行われる（当初は10月頃の開催だったが、2025年現在は7月開催となっている）。

## 大会概要
「日本将棋連盟本部（東京・将棋会館）に所属する関東在住の若手女流棋士を中心とする8名によるトーナメント方式」が原則であるが、年度によって参加資格の変動が大きい。
- 第1回（2006年）：「U-20女流トーナメント」として参加が20歳以下に限定され、女流棋士6名と選抜された女流育成会員・女性アマチュア選手（各1名）が出場した[1]。
- 第2回（2007年）、第3回（2008年）：若手女流棋士のみ8名、年齢制限撤廃
- 第4回（2009年）：「新人登竜門戦」として若手女流棋士6名と男性棋士2名が参加し、男性棋士と女流棋士との対戦は男性棋士の角落ち戦で行われた。
- 第5回（2010年）：第1回以来のアマチュア選手（1名）参加、男性棋士が1名に減り、若手女流棋士6名と計8名が参加。
- 第6回（2012年）、第8回（2014年）：女流棋士6名と女性アマチュア選手2名の計8名が参加。
- 第7回（2013年）：女性奨励会員（2名・女流タイトル保持者含む）が初参加、女流棋士4名と女性アマチュア選手2名の計8名が参加。
- 第9回（2015年）：女流棋士6名、女性奨励会員1名、女性アマチュア選手1名の計8名が参加。
- 第10回（2016年）：東急百貨店将棋まつりの50回記念特別企画として「最強者決定戦」とし、女流タイトル保持者・経験者を含む女流棋士6名と女性奨励会員2名が参加。
- 第11回（2017年）：第11回以降の棋戦名を「白瀧あゆみ杯争奪戦 新人登竜門戦」とする。女流棋士7名、女性アマチュア選手1名の計8名が参加。
- 第12回（2018年）、第13回（2019年）：女流棋士6名、女性アマチュア選手2名の計8名が参加。
- 第14回（2020年）：COVID-19の流行の影響により出場枠が4名に絞られ、女流棋士3名、および4名によるアマチュア予選を勝ち上がった女性アマチュア選手1名が参加。
- 第15回（2021年）：前年同様、出場枠が4名とされる。女流棋士2名、およびアマチュア予選（研修会所属の11名が参加）を勝ち上がった女性アマチュア選手2名が参加。
- 第16回（2022年）：女流棋士5名と、女性研修会員11名によるアマチュア予選を勝ち上がった女性アマチュア選手1名の計6名が参加。
- 第17回（2023年）- ：アマチュア予選では女性研修生12名によるトーナメントを実施、本戦には連盟選抜女流棋士7名とアマ予選通過者1名が参加[2]。

持ち時間は対局時計使用で、2025年現在、1回戦と準決勝は各15分（使い切ったら1手30秒未満）、決勝は各20分（使い切ったら1手60秒未満）である。（2024年以前は、決勝の持ち時間は各1時間だった）
なお、2011年は開催されなかった。

## その他
- 棋戦名の「白瀧あゆみ」は、白瀧呉服店の棋戦創設時若女将の本名であり、また将棋の駒の「歩」という意味も持たせて命名された。棋戦創設時社長の白瀧五良が将棋ファンで「女流棋士の棋戦は少ない。研鑽を積む場を提供し、女流棋士の地位や意識を向上させたい。そして若い人にも門戸を開きたい」という思い[3]を抱き、相談を受けた渡辺明が将棋連盟理事会に掛け合い、創設の実現に至った[4]。
- スポンサーで決勝の会場でもある白瀧呉服店は練馬区にある嘉永六年（1853年）創業の、東京で一番大きい呉服店である。
- 決勝進出の2名にはカップと賞金が贈られるとともに、優勝者には袴セット、準優勝者には浴衣セットが授与される。
- 2019年まで、1回戦の全4局は、毎年8月に開催されている東急東横店将棋まつりの一環として、浴衣姿での公開対局で行われるのが恒例となっていた[5]。
- 第1回（2006年）の1回戦では、小学6年生の加藤桃子アマ（直後に奨励会に入会。5年後、奨励会員のまま第一回女流王座戦で優勝しタイトルホルダーとなる）が貞升南女流2級（当時、以下段級位について同じ）を破って話題となった。また第5回（2010年）には同じく小学6年生の竹俣紅アマ（2年後に女流プロ入り）が熊倉紫野女流初段と鈴木環那女流初段を破って決勝戦に進出した。第14回（2020年）では決勝で和田あき女流初段を破って内山あやアマ（同年に女流プロ入り）がアマチュアとして初めて優勝を果たした。
- 第8回（2014年）に優勝した和田あきと第16回（2022年）に優勝した和田はなは、共に女流棋士で姉妹である。姉妹が揃って優勝したのは、本棋戦初である。

## 歴代決勝結果
段級位は対局当時のもの。 0 は男性。
| 回 | 大会名            | 対局日             | 優勝                | 準優勝              | その他本戦出場者 |
| -- | ----------------- | ------------------ | ------------------- | ------------------- | --- |
| 1  | 女流 トーナメント | 2006年10月08日     | 上田初美 女流初段   | 坂東香菜子 女流2級  | 中村真梨花女流初段 / 鈴木環那女流初段 / 藤田綾女流初段 / 貞升南女流2級 / 熊倉紫野育成会員 / 加藤桃子アマ                                       |
| 2  | 女流 トーナメント | 2007年10月07日     | 中村真梨花 女流初段 | 鈴木環那 女流初段   | 上田初美女流初段 / 藤田綾女流初段 / 貞升南女流1級 / 井道千尋女流1級 / 伊奈川愛菓女流2級 / 坂東香菜子女流2級                                    |
| 3  | 女流 トーナメント | 2008年10月12日     | 中村真梨花 女流初段 | 山口恵梨子 女流2級  | 鈴木環那女流初段 / 上田初美女流初段 / 伊奈川愛菓女流1級 / 熊倉紫野女流1級 / 井道千尋女流1級 / 中村桃子女流2級                                  |
| 4  | 女流 トーナメント | 2009年10月12日     | 田中悠一 四段       | 山口恵梨子 女流1級  | 佐藤慎一四段 / 熊倉紫野女流初段 / 井道千尋女流初段 / 中村桃子女流1級 / 渡辺弥生女流2級 / 香川愛生女流2級                                       |
| 5  | 女流 トーナメント | 2010年10月03日     | 永瀬拓矢 四段       | 竹俣紅 アマ         | 上田初美女流二段 / 中村真梨花 女流二段 / 熊倉紫野女流初段 / 鈴木環那女流初段 / 井道千尋女流初段 / 山口恵梨子女流初段                           |
| -  | -                 | ( 2011年開催なし ) | -                   | -                   | - |
| 6  | 女流 トーナメント | 2012年10月07日     | 藤田綾 女流初段     | 相川春香 女流3級    | 山口恵梨子女流初段 / 井道千尋女流初段 / 熊倉紫野女流初段 / 渡辺弥生女流1級 / 飯野愛アマ / 竹俣紅アマ                                           |
| 7  | 女流 トーナメント | 2013年10月12日     | 伊藤沙恵 奨励会1級  | 竹俣紅 女流2級      | 加藤桃子女流王座 / 香川愛生女流二段 / 伊奈川愛菓女流初段 / 相川春香女流2級 / 飯野愛アマ / 平井奈穂子アマ                                       |
| 8  | 女流 トーナメント | 2014年10月05日     | 和田あき 女流2級    | 室谷由紀 女流初段   | 山口恵梨子女流初段 / 北村桂香女流1級 / 相川春香女流2級 / 竹俣紅女流2級 / 小野ゆかり女流アマ名人 / 塚田恵梨花アマ                               |
| 9  | 女流 トーナメント | 2015年10月12日     | 西山朋佳 奨励会二段 | 伊藤沙恵 女流二段   | 和田あき女流初段 / 山根ことみ女流初段 / 伊奈川愛菓女流初段 / 室谷由紀女流初段 / 塚田恵梨花女流2級 / 橋本知佳子アマ                             |
| 10 | 最強者決定戦      | 2016年09月25日     | 相川春香 女流初段   | 西山朋佳 奨励会三段 | 加藤桃子女王・女流王座 / 甲斐智美女流五段 / 上田初美女流三段 / 香川愛生女流三段 / 伊藤沙恵女流二段 / 和田あき女流初段                          |
| 11 | 新人登竜門戦      | 2017年10月08日     | 渡部愛 女流初段     | 塚田恵梨花 女流1級  | 相川春香女流初段 / 竹俣紅女流初段 / 和田あき女流初段 / 頼本奈菜女流初段 / 里見咲紀女流初段 / 遠山侑里女流アマ名人                              |
| 12 | 新人登竜門戦      | 2018年10月07日     | 塚田恵梨花 女流1級  | 藤井奈々 女流2級    | 和田あき女流初段 / 頼本奈菜女流初段 / カロリーナ・ステチェンスカ女流1級 / 小高佐季子女流初段 / 礒谷真帆女流アマ名人 / 和田はな2018全米選手権者 |
| 13 | 新人登竜門戦      | 2019年10月06日     | 山根ことみ 女流初段 | 加藤桃子 女流三段   | 礒谷真帆女流初段 / 脇田菜々子女流1級 / 小高佐季子女流2級 / 田中沙紀女流3級 / 野原未蘭アマ / 滝祐子アマ                                         |
| 14 | 新人登竜門戦      | 2020年09月06日     | 内山あや アマ       | 和田あき 女流初段   | 加藤圭女流初段 / 小高佐季子女流1級 |
| 15 | 新人登竜門戦      | 2021年10月24日     | 小高佐季子 女流初段 | 松下舞琳 アマ       | 山口仁子梨女流2級 / 田中沙紀アマ |
| 16 | 新人登竜門戦      | 2022年08月07日     | 和田はな 女流1級    | 砂原奏 アマ         | 野原未蘭女流初段 / 鎌田美礼女流2級 / 山口稀良莉女流1級 / 加藤結李愛女流初段                                                                    |
| 17 | 新人登竜門戦      | 2023年07月17日     | 武富礼衣 女流初段   | 佐々木海法 女流1級  | 加藤結李愛女流初段 / 野原未蘭女流初段 / 松下舞琳女流初段 / 鎌田美礼女流2級 / 梅津美琴女流2級 / 吉川惠 関西研修会C1(アマ予選通過者)             |
| 18 | 新人登竜門戦      | 2024年07月22日     | 鎌田美礼 女流2級    | 木村朱里 女流初段   | 岩佐美帆子女流1級 / 梅津美琴女流1級 / 伊藤真央女流2級 / 竹内優月女流2級 / 岩崎夏子女流2級 / 竹中歩美 関東研修会B2(アマ予選通過者)              |
| 19 | 新人登竜門戦      | 2025年07月20日     | 岩崎夏子 女流2級    | 八木日和 女流2級    | 木村朱里女流初段 / 梅津美琴女流初段 / 鎌田美礼女流2級 / 伊藤真央女流2級 / 竹内優月女流2級 / 川西彩遥 関西研修会(アマ予選通過者)                |